# Strongylognathus italicus
Strongylognathus italicus är en myrart som beskrevs av Bruno Finzi 1924. Strongylognathus italicus ingår i släktet Strongylognathus och familjen myror. IUCN kategoriserar arten globalt som sårbar. Inga underarter finns listade i Catalogue of Life.